# Hunseby Kirke
Hunseby Kirke er en kirke i den vestlige ende af landsbyen Hunseby på Lolland. Kirken menes at være en af Danmarks ældste. Den kan dateres tilbage til 1100-tallet. I skibets nordside er der fundet rester af karmtræ, hvor årringene fortæller, at egetræet er fældet omkring 1060, hvilket kan betyde, at kirken går helt tilbage til dette tidspunkt.
Kirken har i katolsk tid antagelig været viet til Sankt Andreas.
Kirken er bygget i granit. Indgangsportalen har en indskrift som er delvis tydet.